# V Walk

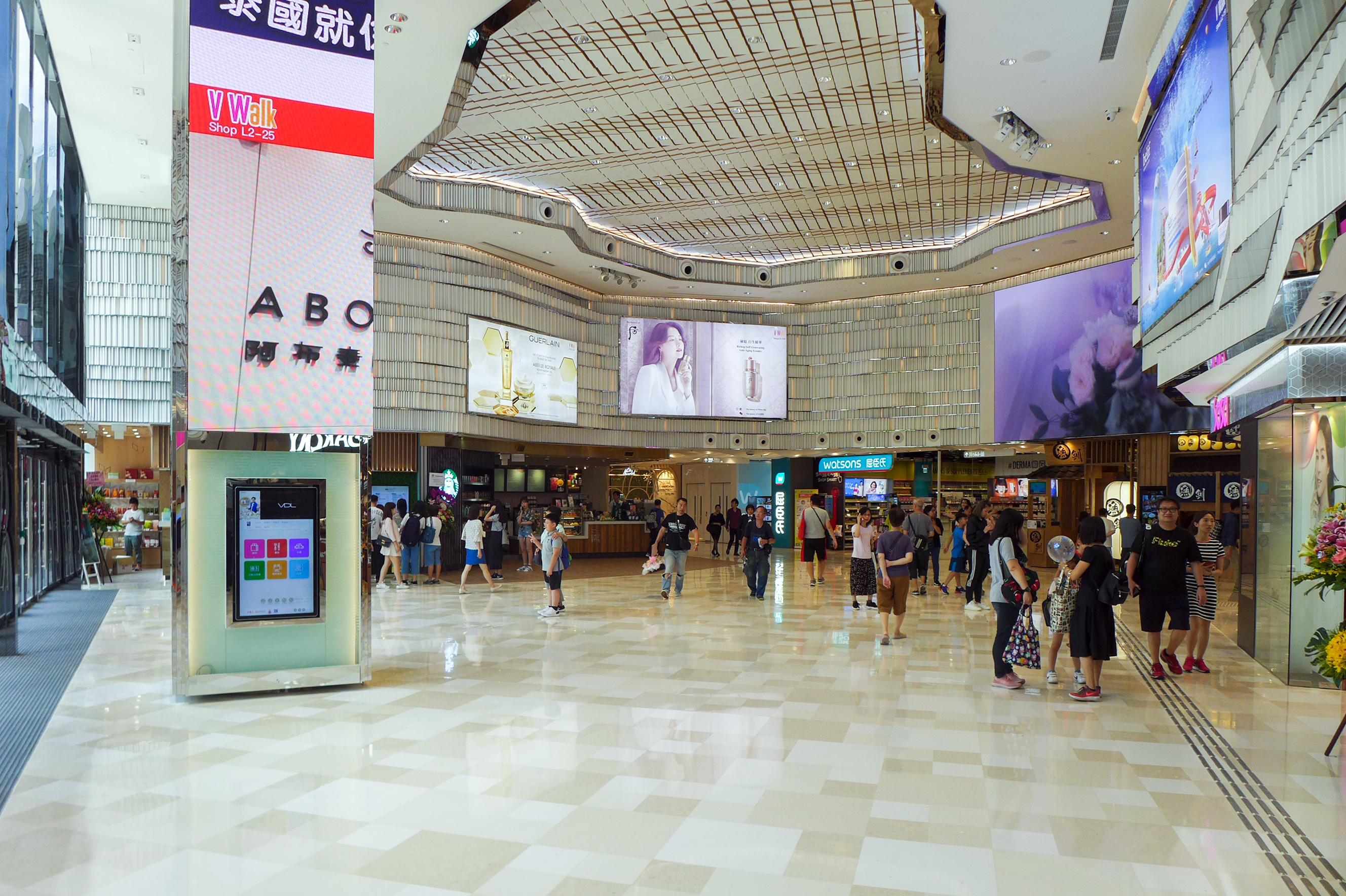
地下入口中庭

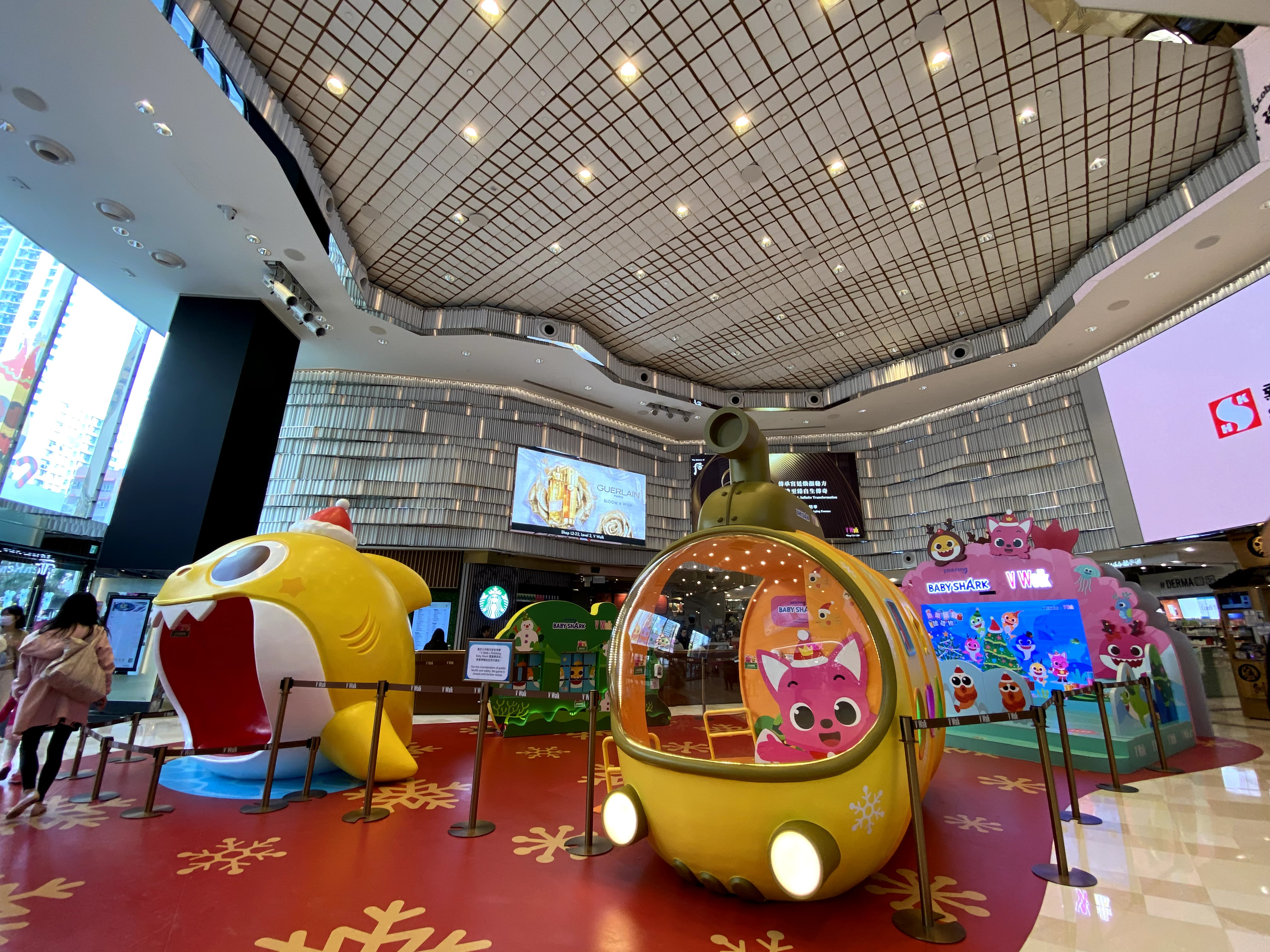
2020年12月地下中庭的聖誕佈置

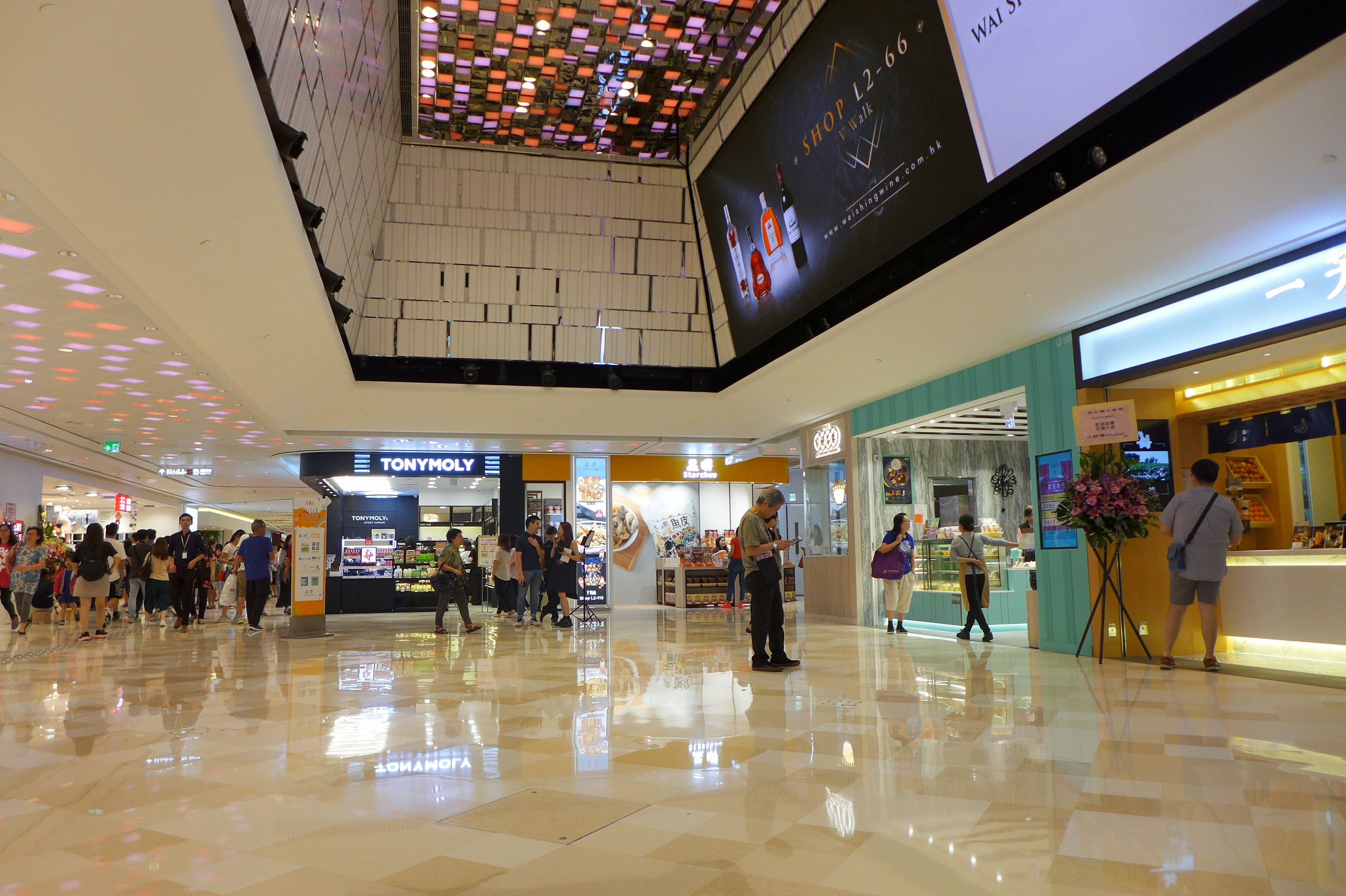
2樓主中庭面積較小

V Walk是由新鴻基地產發展的商場，位於香港九龍深水埗區深水埗匯璽的基座，是南昌站的上蓋發展項目，於2019年7月26日開業。商場以We Walk Together為主題，（V代表Vivid），強調商場以年輕人消費和活力為主。雖然商場規模比較小，但集團仍以區內大型旗艦商場作為招徠，同時希望成為西九龍區內地標。商場原本命名為「V·Walk」，於開幕前半年再更名為「V Walk」。

## 基本資料
商場樓面合共30萬平方呎，設有150間商舖，店舖面積介乎至700呎至1500呎，以餐飲和服務為主，以吸引更多年輕人到商場消費。場內目前亦預留部分空間作商場第二期部分，但一直沒有對外開放。到2023年改為發展商新盤售樓處。

## 設計

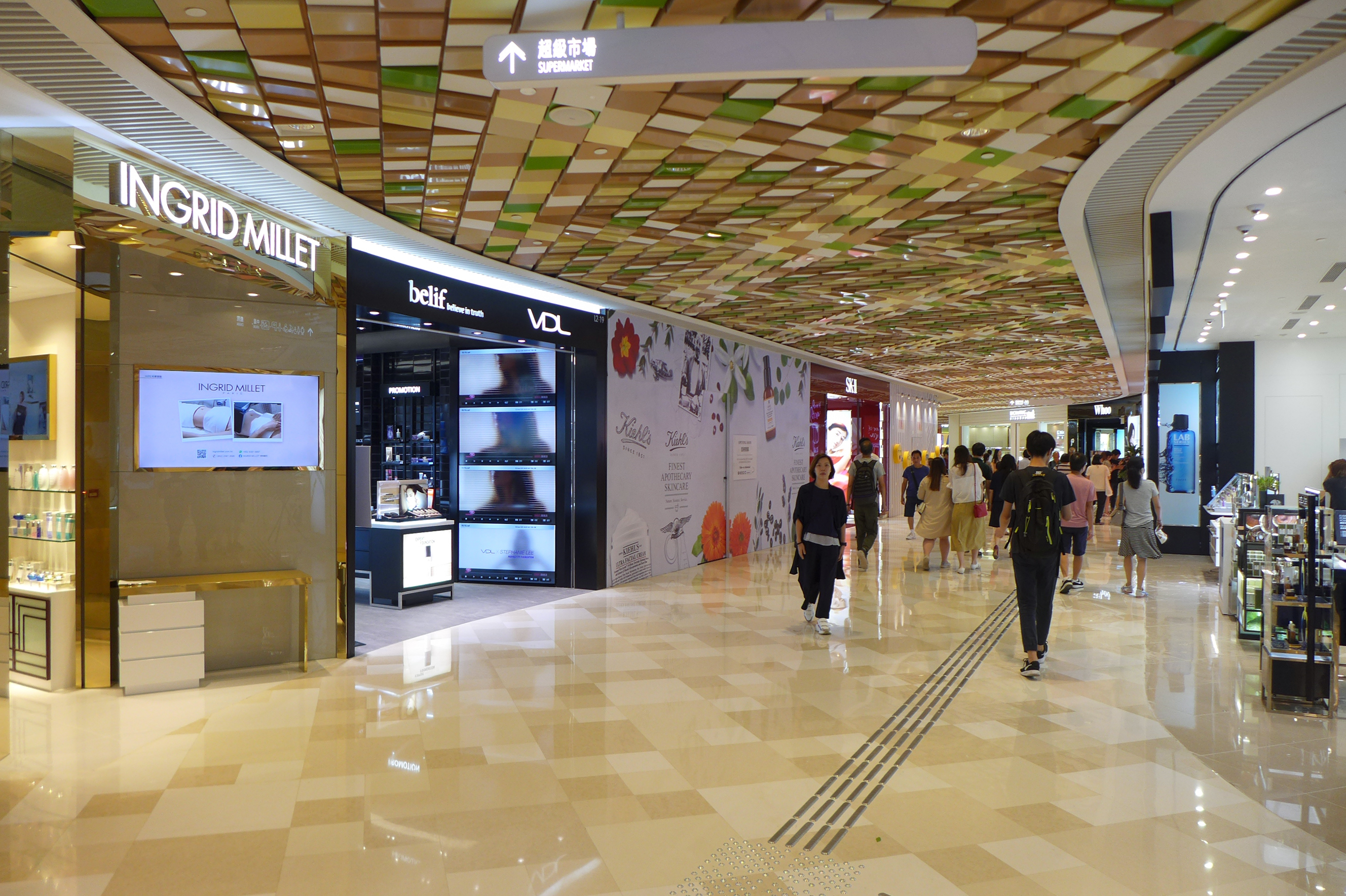
2樓化妝品店專區的假天花採用多種顏色

商場由日本著名室內設計公司Wonderwall設計，以「西九龍的脈搏為主題」，設計師刻意採用玻璃幕牆，以引入自然光和擴闊空間感。但地台設計與旗下V city相似。
而根據公契條款，設總面積不少於10,298平方米的休憩用地，當中地面的1,500平方米「私人休憩用地」應有不少於1,000平方米為供公眾使用的園景美化露天廣場。而場內閒座區偏少，唯一永久閒座區位置是2樓洗手間入口旁設座椅作為公共座位供遊人休息。
另外，商場2樓設平台花園，但到2022年才對外開放。而地面向東京街西的入口，採用途經商場的九龍巴士路綫的路綫牌作裝飾，亦放置三個九巴不同崗位的Q版人像。到2019年9月已經移除。

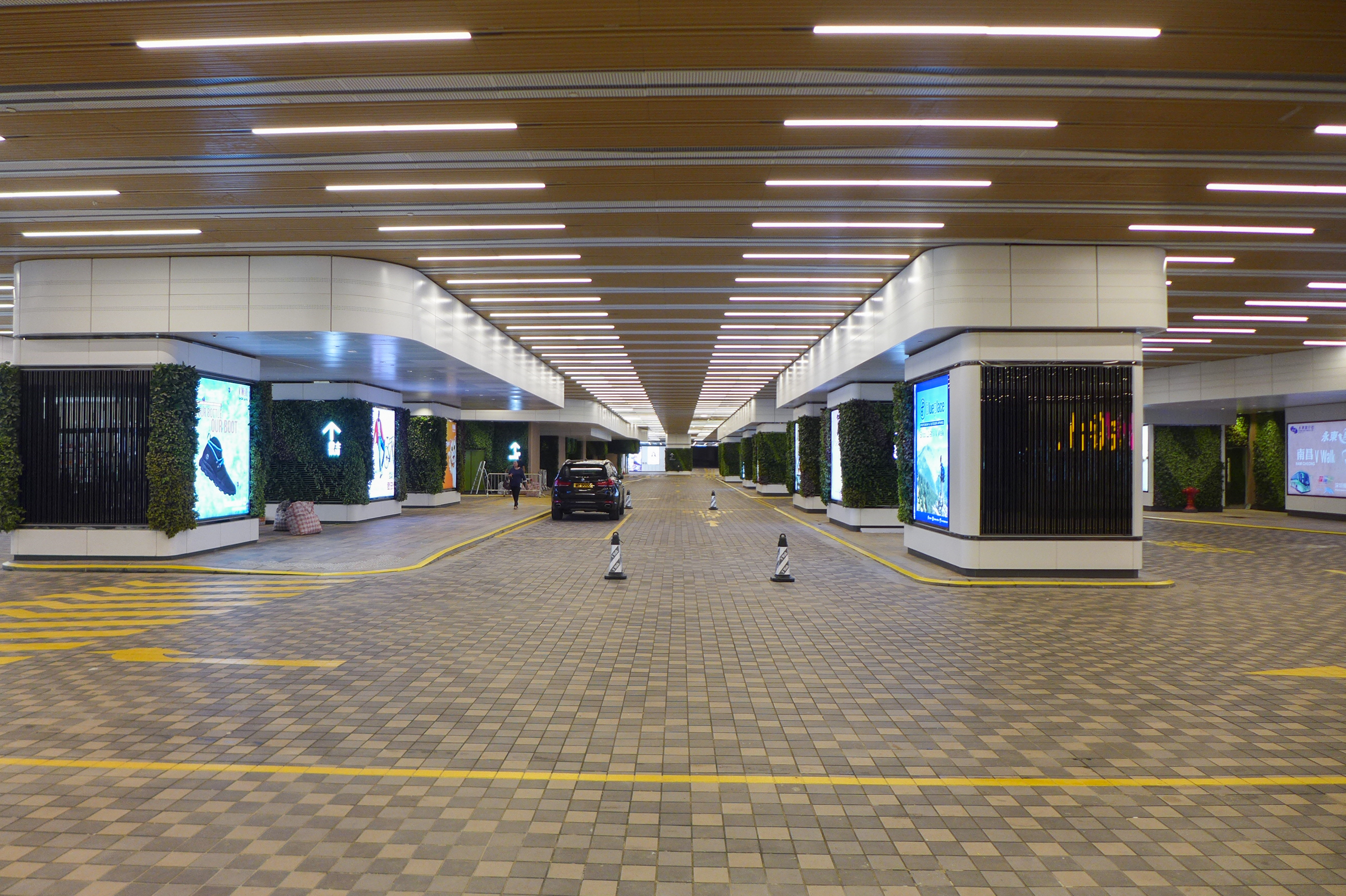
上落客區
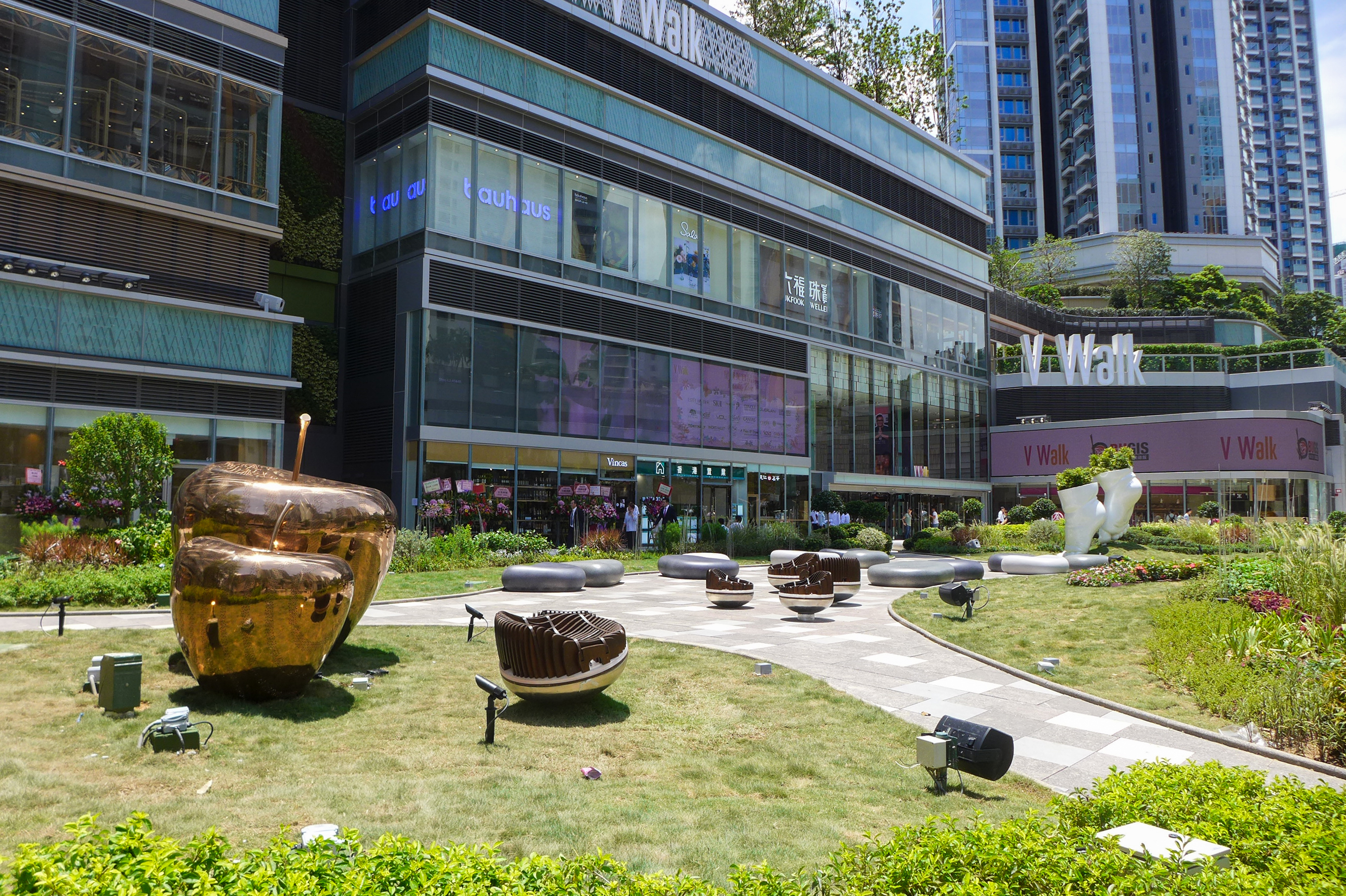
地面設公眾用途私人休憩用地
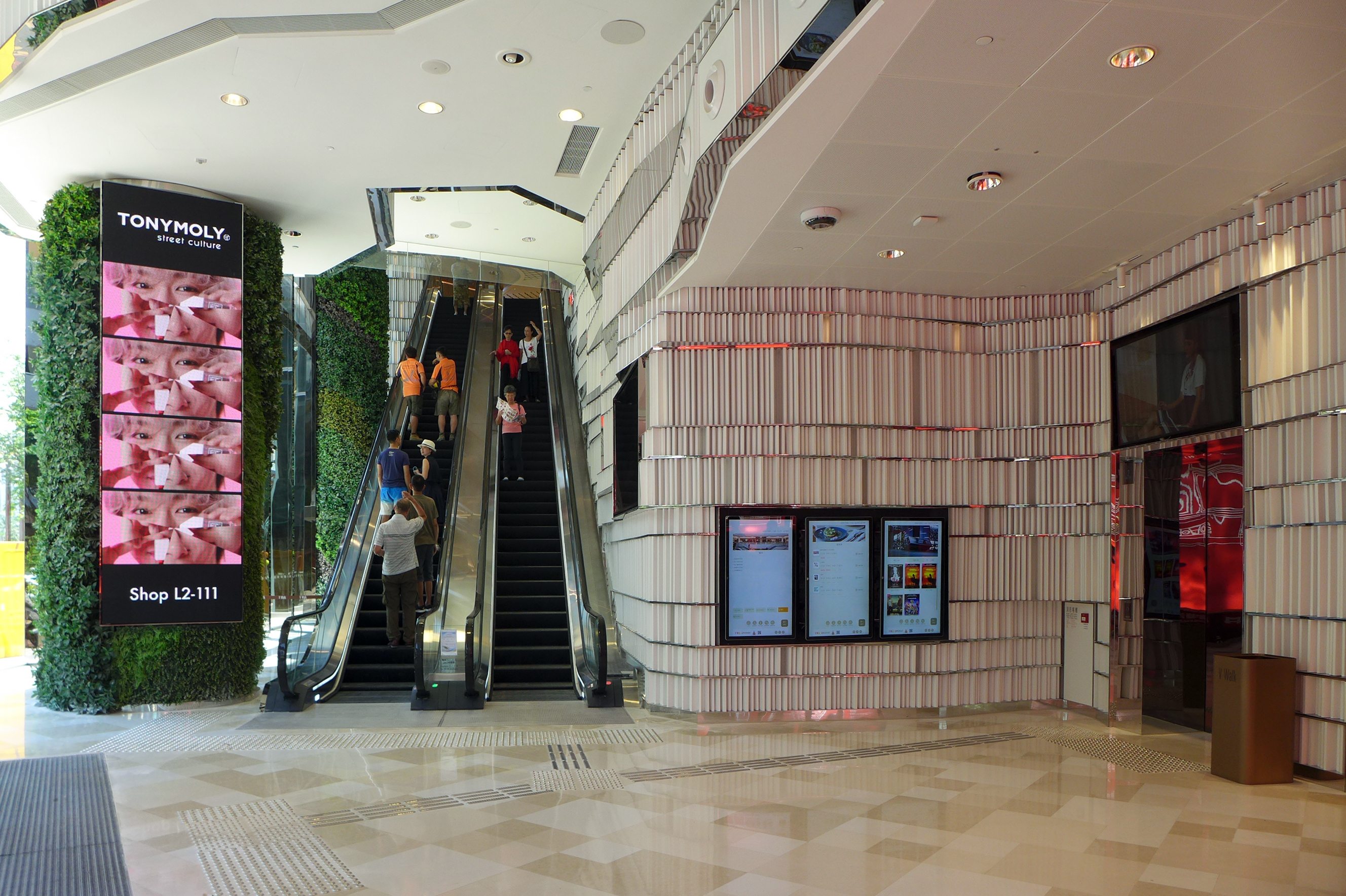
深旺道入口設直立綠化外牆
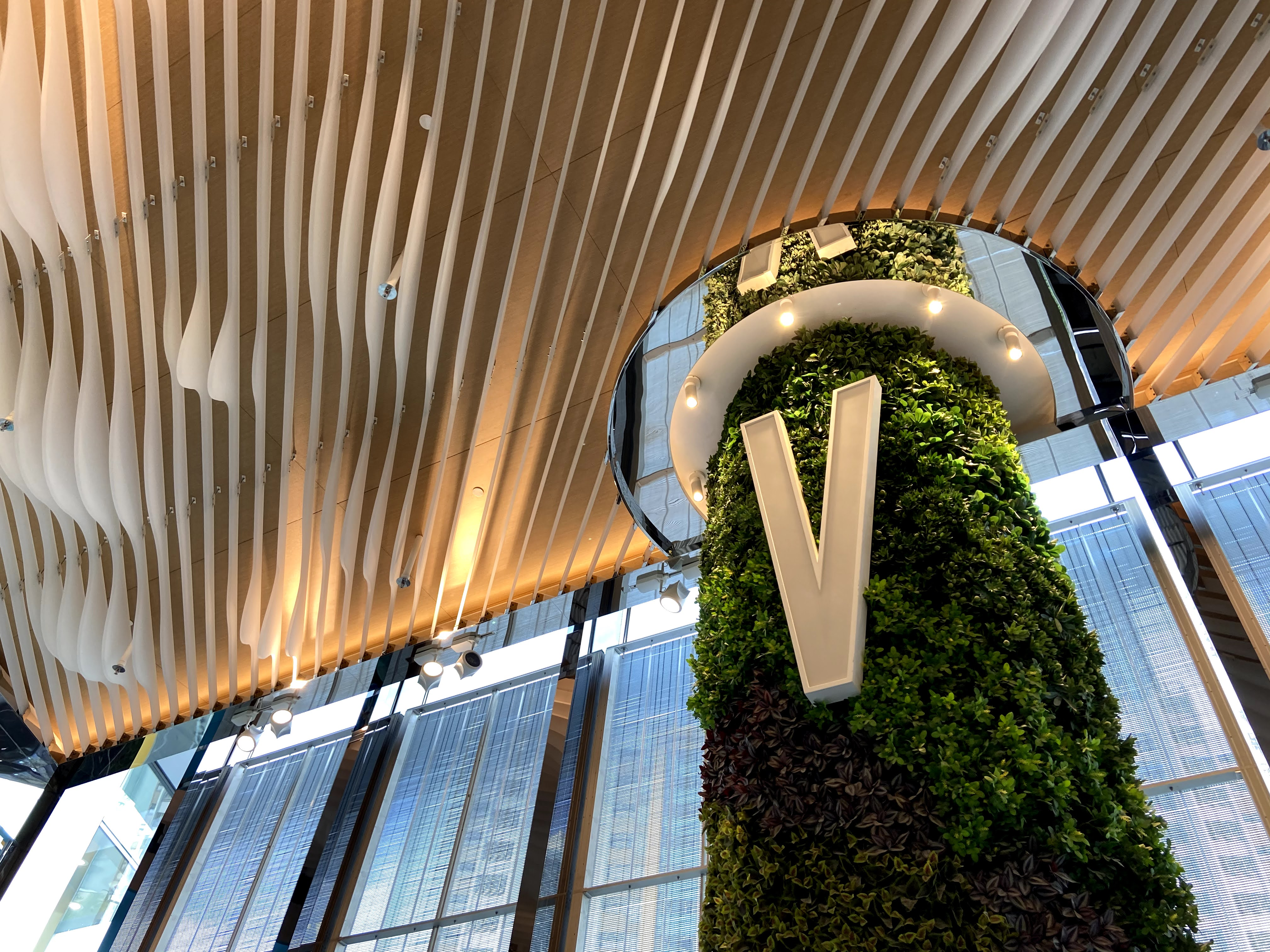
深旺道入口綠化外牆及天花
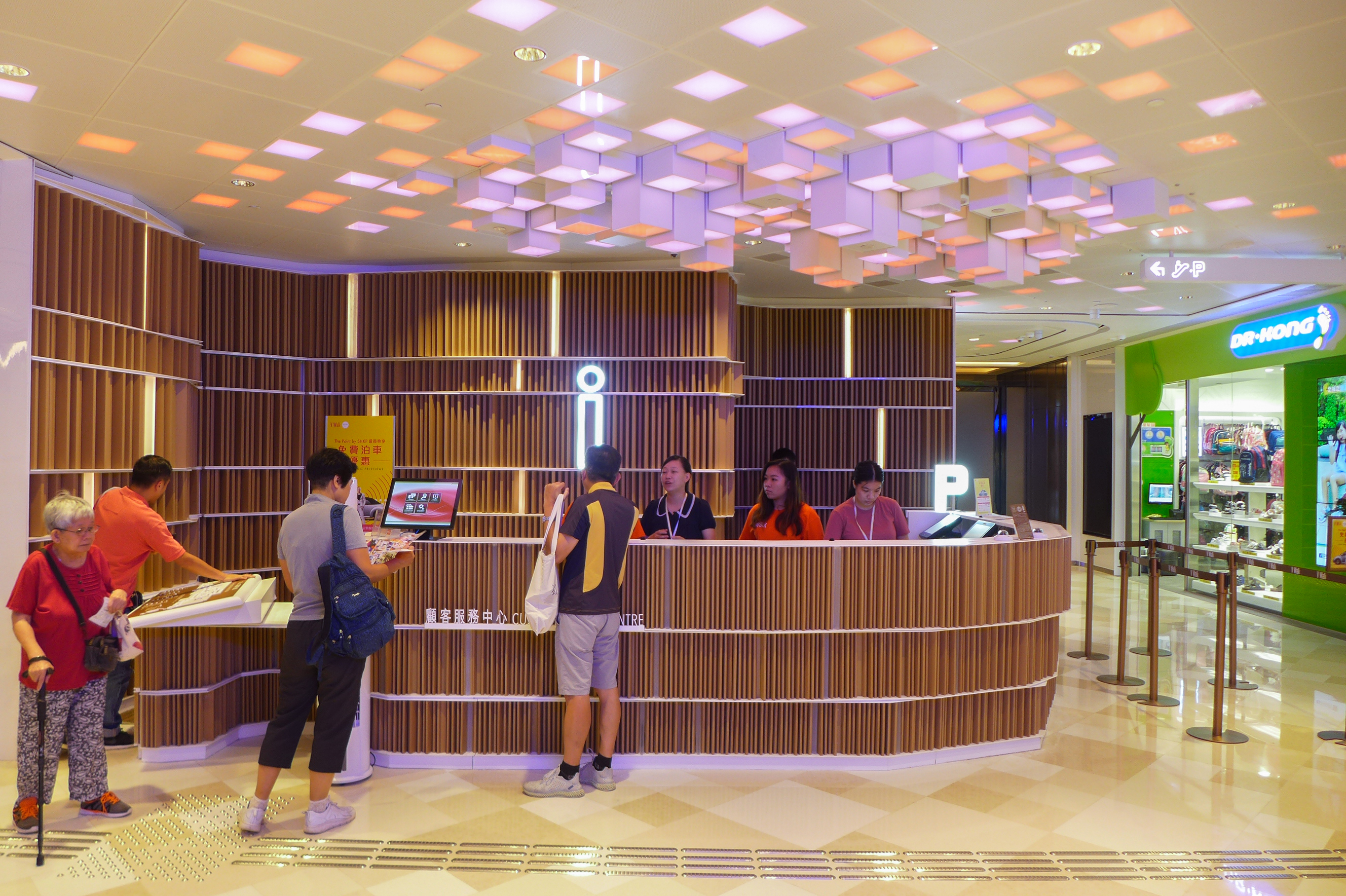
2樓顧客服務中心以木條設計
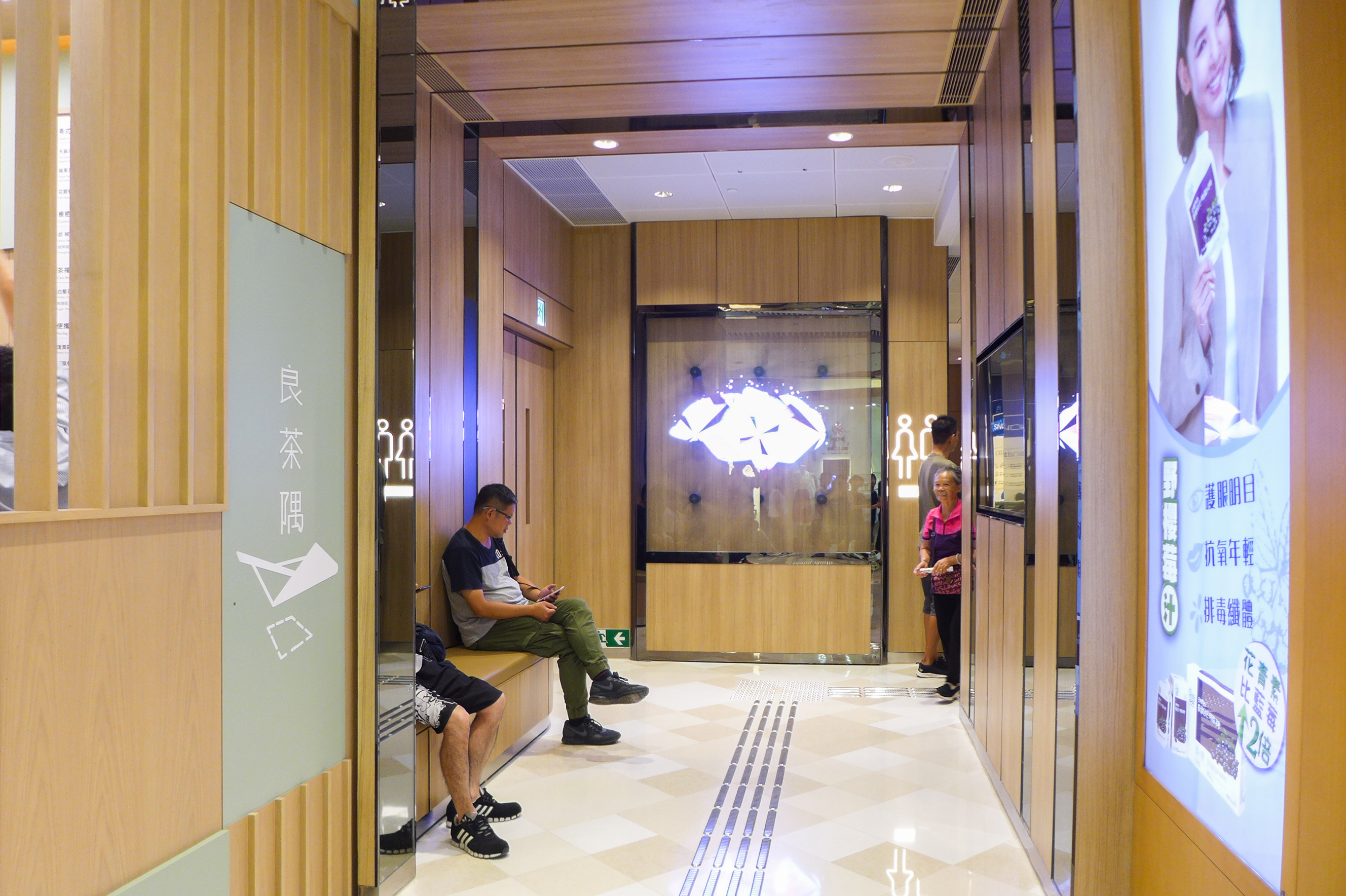
2樓洗手間入口設藝術投影裝置

## 商場商戶組合

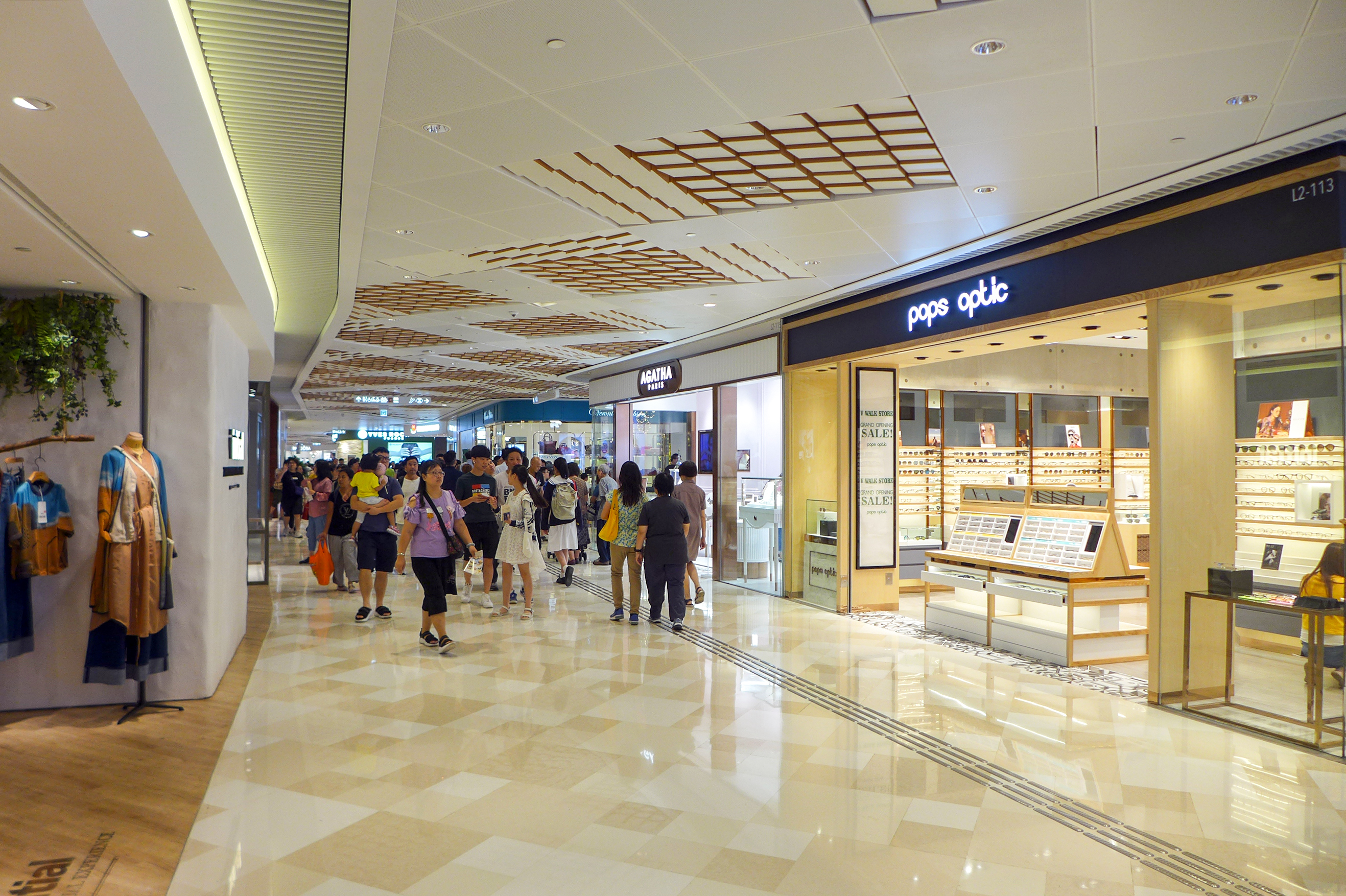
2樓商場通道為24小時開放

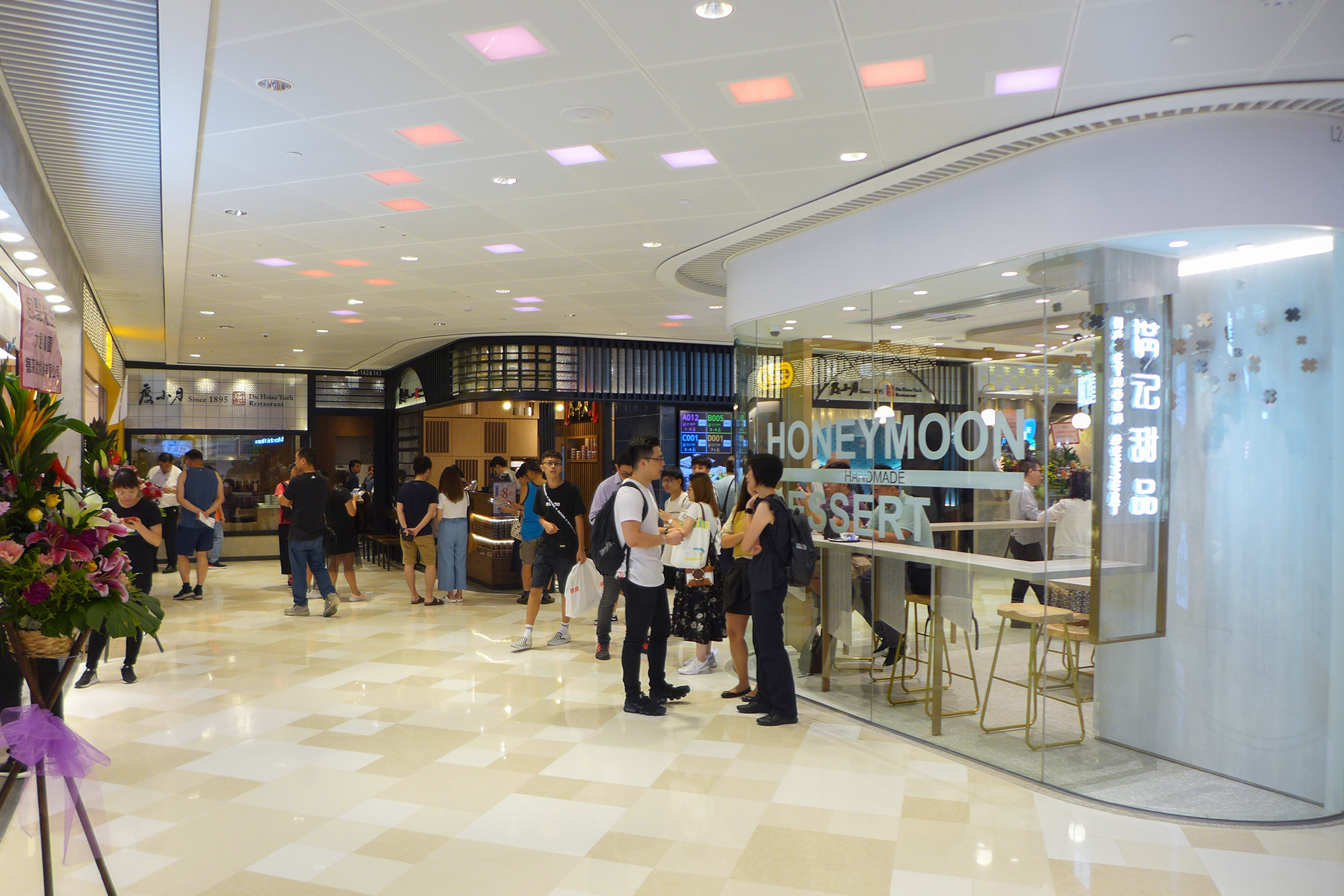
2樓美食通設11間餐廳

商場店舖每呎租金約100至200元，面積約700至1,500平方呎，分為6大主題區域，包括潮流服裝、美容及化妝品、鐘錶珠寶、電子影音、特色餐飲及大型超市。其中商場內租用面積最多的商戶為佔地1.5萬方呎的fusion by ParknShop超級市場，內設熟食櫃位。另外，已公佈進駐商場的大型租戶還包括朗思國際幼稚園。而佔地近8000呎的嘉禾V Walk戲院曾是第二大租戶，設5個影院，400個座位，惟於2024年12月27日起暫停營業，最終於2025年4月10日正式結業。
租戶還包括7間鐘錶珠寶店（周生生、周大福、六福珠寶、英皇鐘錶珠寶、謝瑞麟、AGATHA Paris和PANDORA）、化妝品店benefit和Guerlain。而服裝店主要包括UNIQLO、bread n butter、Levi's、initial、眼鏡88、SKECHERS、AIGLE、sports b.、bauhaus和Timberland等。其他租戶以蔘茸藥材店、健康產品及藥房為主。
餐飲商戶包括太興集團旗下的TEA WOOD茶木和敏華冰廳、叙福樓集團旗下的牛涮鍋もっと和牛角、美心食品集團旗下的美心西餅、美心food²、元氣壽司和星巴克、一芳水果茶、台灣擔仔麵度小月、日本居酒屋漁釧、Italian Tomato、滿記甜品、曲奇四重奏、越式餐廳囍越WHAT THE PHO、華御結、TOM N TOMS COFFEE、Bugis@叻沙‧海南雞飯、中國飲品店恋暖の初茶、大家樂、Häagen-Dazs、紅螞蟻餐廳、小富臨、健康料理原味家作、Get Fresh O2O 日本厳選フルーツ専門店、天仁茗茶、英王麵包店、Chateraise、豚王、峰壽司和壽司郎等。部分食肆設座位等候區供食客等候。

## 設施
商場設有時租停車場，並設24小時室內行人通道及行人天橋接駁深水埗行人天橋系統，以連接附近的公共屋邨以及學校。商場亦設有共享流動充電器、儲物櫃。另外，三樓亦設有單車停泊區，在香港市區屬罕見設施。

## 推廣及服務
發展商預期首年市場推廣費用為2,000萬元，將科技融入商場，用來商場服務顧及數碼化體驗和人性化，滿足年輕顧客的需求。商場設有新地商場綜合會員計劃The Point by SHKP，顧客可以自助登記積分及換領禮品；同時安裝停車場車位搜尋系統、手機查閱即時車位數目資訊及餐廳即時遙距取票服務。

## 興建圖片

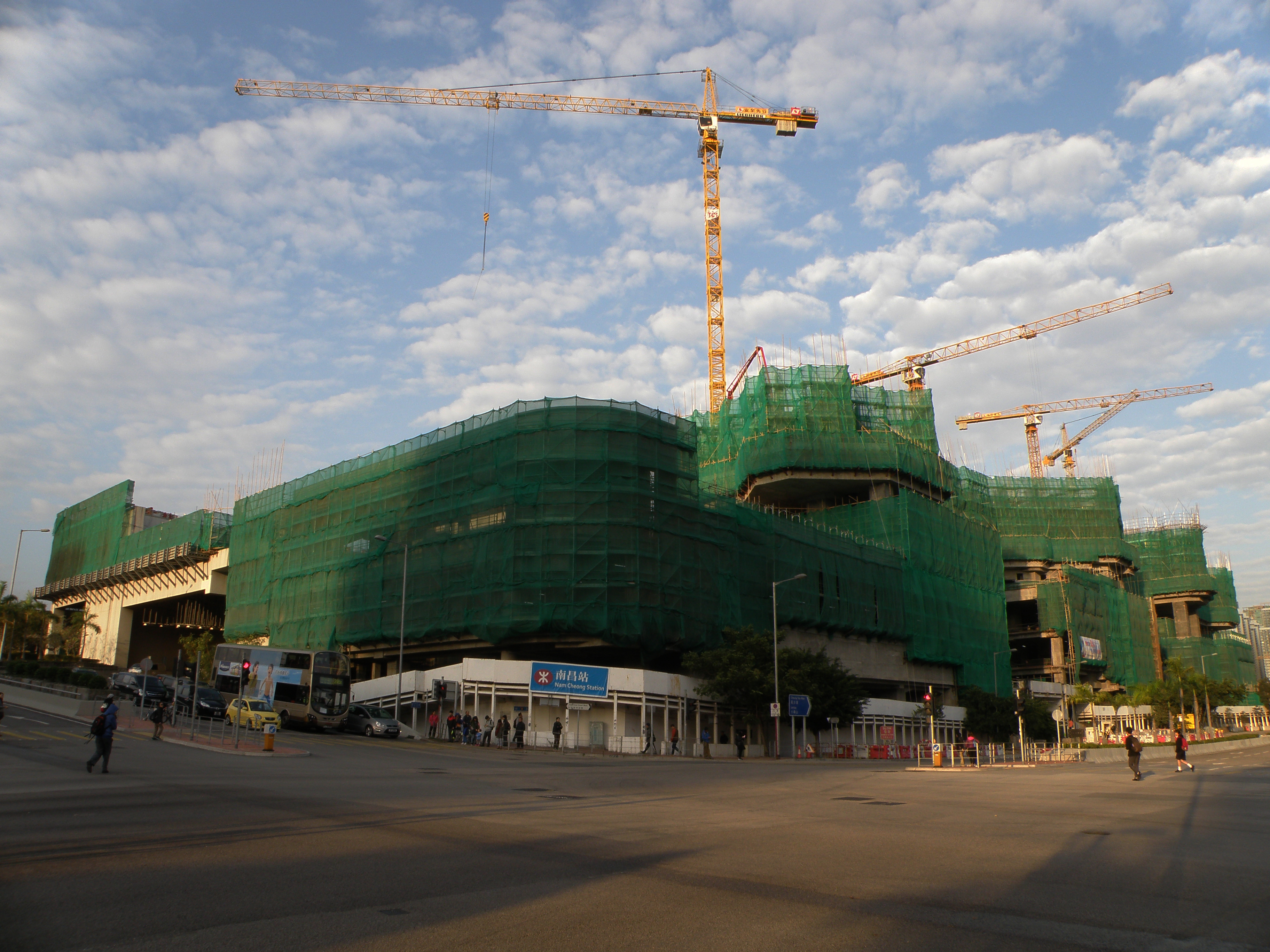
欽州街西入口（2015年12月）
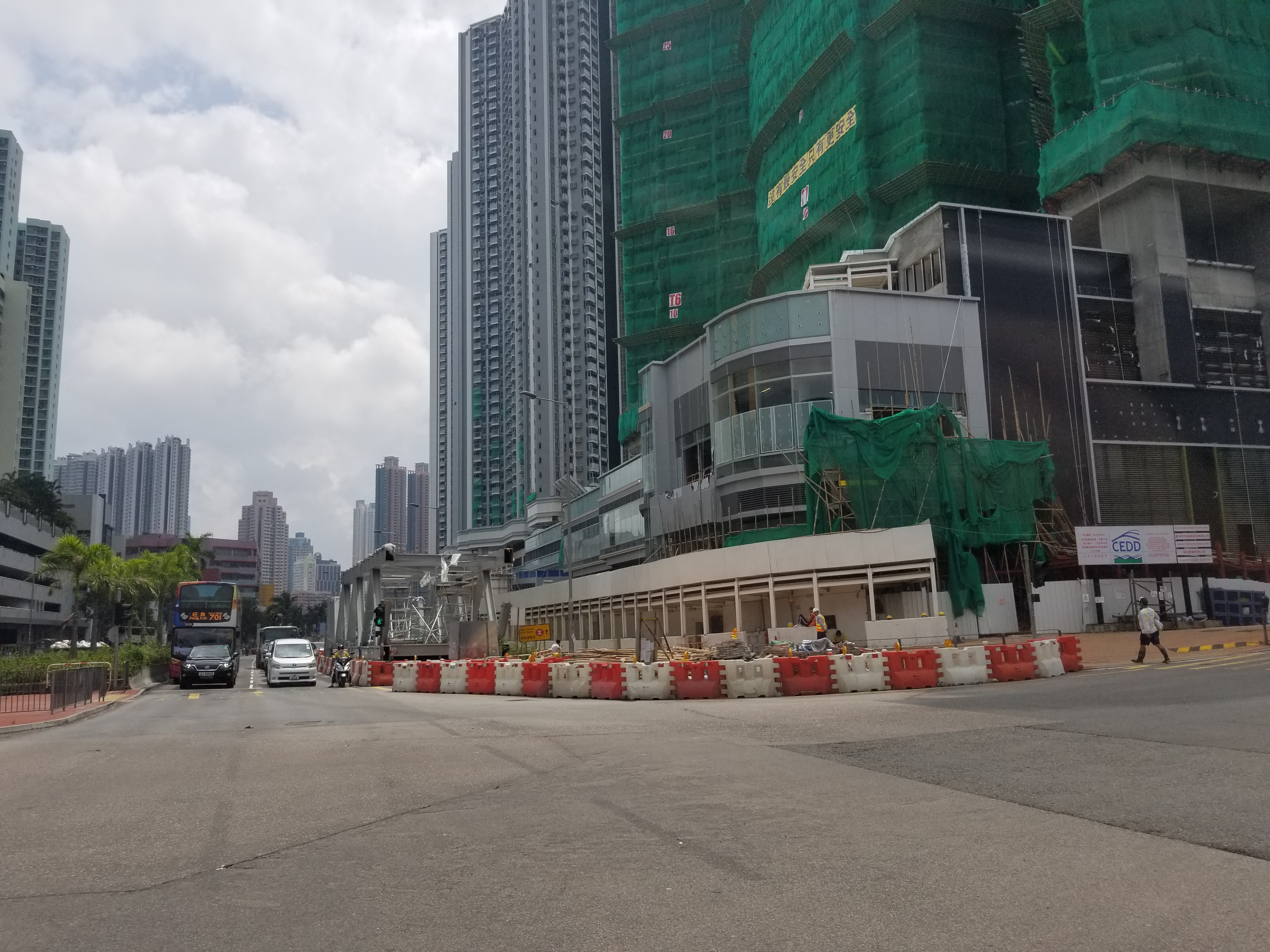
裝修中的V Walk（2017年9月）
裝修中的V Walk全景圖（2017年12月）
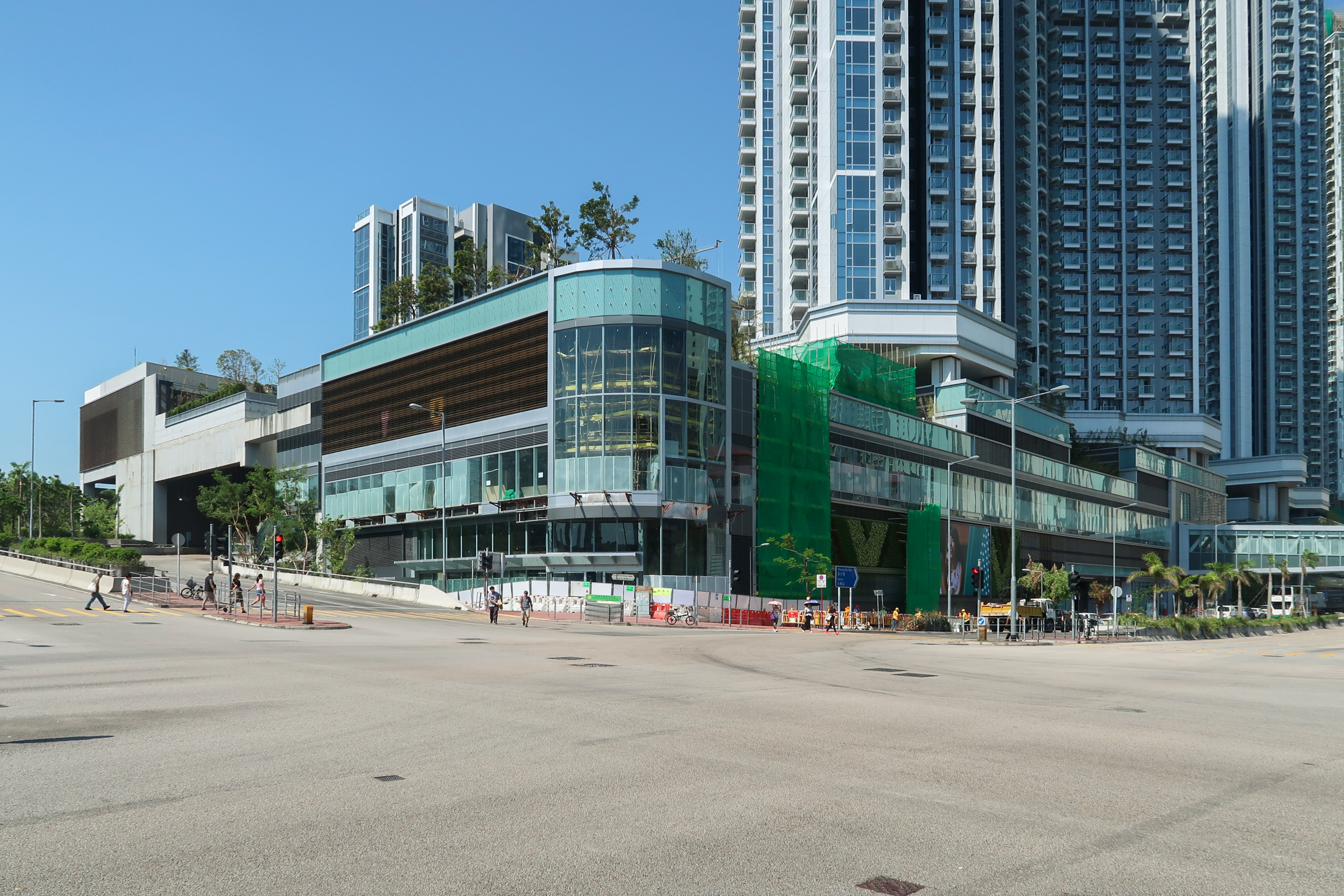
欽州街西入口（2018年10月）
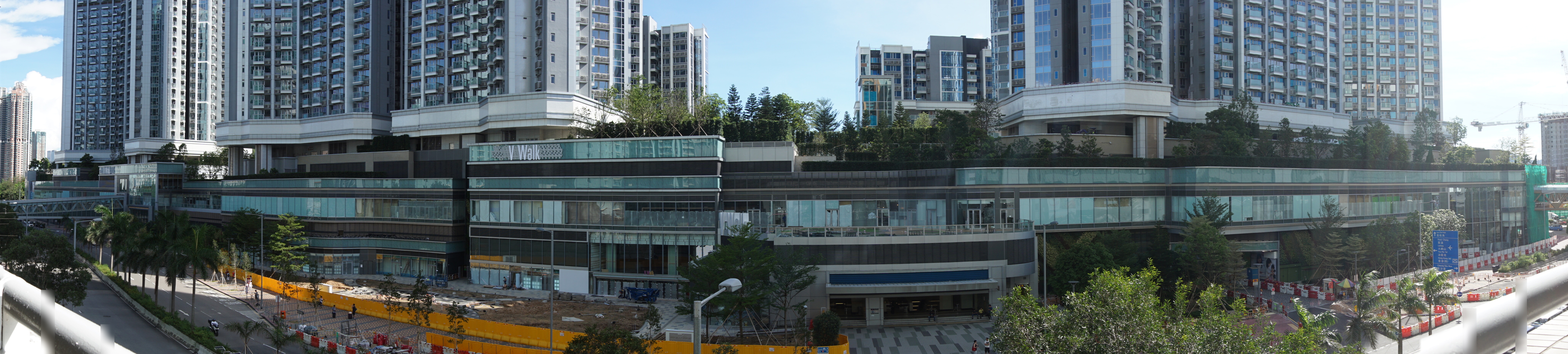
開幕前一個月的V Walk全景圖（2019年6月）

## 鄰近地點
- 海盈邨/海達邨
- 凱樂苑/凱德苑
- 南昌薈
- 富昌邨
- 南昌邨
- 南昌公園
- 西九龍中心
- 西九龍法院大樓
- 英華書院
- 長沙灣副食品批發市場
- 長沙灣魚類批發市場

## 交通
地面設置過境巴士站，每日會安排穿梭巴士往返深圳灣口岸、深圳寶安機場及廣東省各城市，方便內地旅客到來。
此外，商場一樓連接深水埗行人天橋系統。

## 外部連結
维基共享资源上的相關多媒體資源：V Walk